# Corupá
Corupá is een gemeente in de Braziliaanse deelstaat Santa Catarina. De gemeente telt 13.380 inwoners (schatting 2009).

## Aangrenzende gemeenten
De gemeente grenst aan Jaraguá do Sul, Rio dos Cedros, Rio Negrinho en São Bento do Sul.